# Ellingshausen
Ellingshausen ist eine Gemeinde im Landkreis Schmalkalden-Meiningen im fränkisch geprägten Süden von Thüringen.

## Geografie

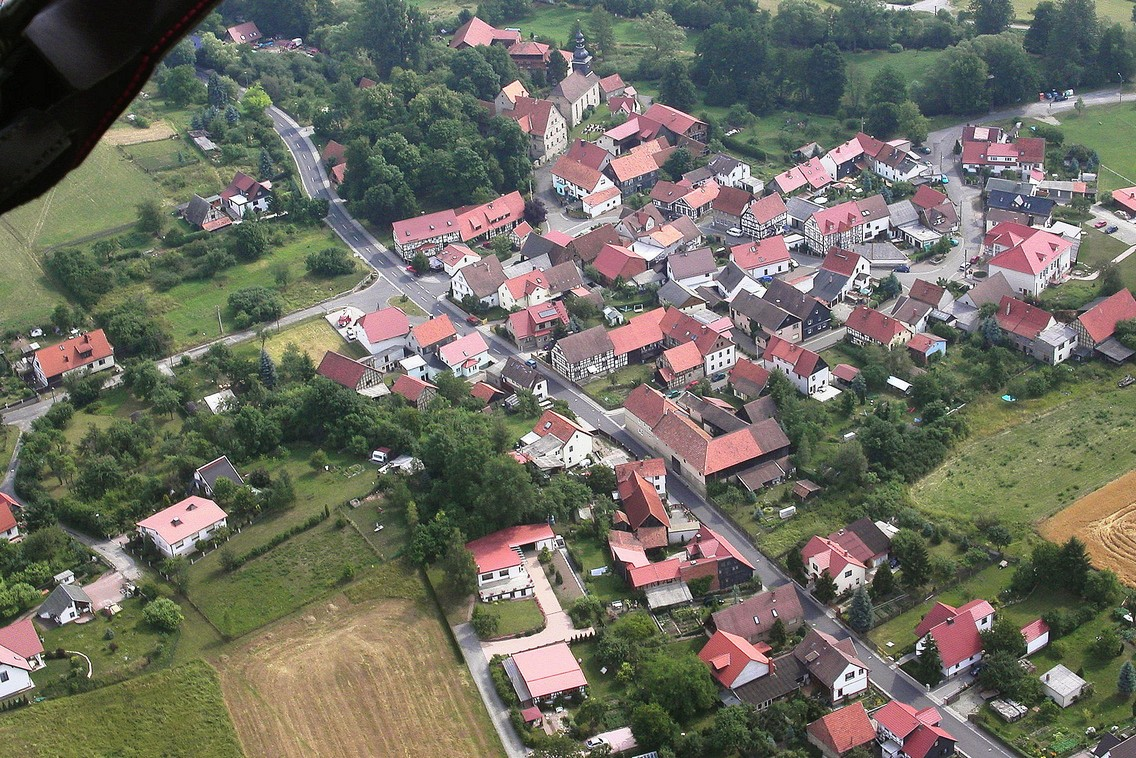
Blick auf die Gemeinde Ellingshausen

Ellingshausen liegt im unteren Haseltal rechtsseitig der Hasel, einem rechten Nebenfluss der Werra, rund fünf Kilometer östlich der Kreisstadt Meiningen. Zwischen beiden Orten erhebt sich mit der Hohen Maas ein bis zu 499 m hohes Bergmassiv. Die Gemeinde gehört der Verwaltungsgemeinschaft Dolmar-Salzbrücke an, die ihren Verwaltungssitz in Schwarza hat.

## Geschichte
Erstmals wurde der Ort im Jahr 923 als Eigilgereshusen in einer Urkunde des Klosters Fulda erwähnt. Im Mittelalter war der Ort Lehen der Grafen von Henneberg. Der Ort gehörte ursprünglich zur Vogtei Henneberg (späteres Amt Maßfeld) der Grafschaft Henneberg-Schleusingen. Er wurde 1350 an die Herren von Herda verliehen und seitdem dem Amt Maßfeld entfremdet, nachdem die Vogteigerichtsbarkeit an die adligen Dorfherren übergegangen war. Die Burg wurde in der Folgezeit oft verpfändet und auch verkauft. Mehrere Eigentümer gab es: Die Herren von Schaumberg, von Wechmar, von Meusa, von Herda und ab 1573 bis 1820 die von Bose. Letztere bauten die Burg 1604 zu einem Renaissanceschloss um. Ein erneuter Umbau wurde 1804 abgeschlossen. Von 1902 bis 1945 gehörte das Schloss erneut den Grafen Bose. Die Anlage wird heute privat genutzt und saniert.
Ellingshausen war 1597–1623 von Hexenverfolgungen betroffen: Fünf Personen wurden in Hexenprozessen angeklagt, vier hingerichtet, von einem Prozess ist der Ausgang unbekannt. Erstes Opfer 1597 war Catharina Ritz.
Ellingshausen gehörte ab 1680 zum Herzogtum Sachsen-Meiningen und seit 1920 zum Land Thüringen.

## Politik

### Gemeinderat
Der Gemeinderat wurde bei der Kommunalwahl am 26. Mai 2019 in einer Mehrheitswahl bestimmt. Alle sechs Mitglieder des Gemeinderats gehören der CDU an. Die Wahlbeteiligung lag bei 67,3 %.

### Bürgermeister
Der ehrenamtliche Bürgermeister Reiner Baumann (CDU) ist seit mindestens 1994 im Amt. Er wurde zuletzt am 12. Juni 2022 wiedergewählt.

## Wirtschaft und Infrastruktur

### Verkehr
Am Ort führen die Bundesautobahn 71 und die Bahnstrecke Neudietendorf–Ritschenhausen vorbei. Der nächstgelegene Autobahnanschluss ist die vier Kilometer entfernte Anschlussstelle Meiningen-Süd. Am zwei Kilometer südlich gelegenen Bahnhof Grimmenthal treffen sich die Bahnlinien Eisenach–Meiningen–Sonneberg (Werrabahn) und Erfurt–Schweinfurt.

### Wasser und Abwasser
Die Wasserver- und Abwasserentsorgung wird durch den Kommunalen Wasser- und Abwasserzweckverband Meininger Umland sichergestellt.

## Denkmäler
Das 923 erstmals erwähnte Renaissanceschloss mit Treppenturm und Kemenate befindet sich im Ortskern.
Die ab 1926 errichtete Bakuninhütte befindet sich am nördlichen Rand des Gemeindeterritoriums, ca. 2,5 km von der Ortslage entfernt, auf dem Kühndorfer Berg in unmittelbarer Nähe der Hohen Maas.